# Dublet (filatelistyka)
Dublet – walor filatelistyczny posiadany przez kolekcjonera, jako dodatkowy egzemplarz w zbiorze. Przeważnie stanowi przedmiot wymiany (praktyka często stosowana w mniejszych stowarzyszeniach filatelistycznych) lub materiał sprzedażowy.